# Xenopipo
Xenopipo  es un género de aves paseriformes perteneciente a la familia Pipridae, que agrupa a dos especies nativas de América del Sur, cuyas áreas de distribución se encuentran desde los tepuyes de Guyana, sur de Venezuela y norte de Brasil, fragmentadamente por el este de Colombia, Perú, hasta el noreste de Bolivia y sur de la Amazonia brasileña. A sus miembros se les conoce por el nombre popular de saltarines o bailarines.

## Etimología
El nombre genérico femenino «Xenopipo» se compone de la palabra del griego «xenos» que significa ‘extraño’, y del latín «pipō» que designa a un ‘pica-palo’ o ‘carpintero’, pero Cabanis igualó este término a «pipra», ave no identificada.

## Características
Los dos saltarines de este género son aves pequeñas, midiendo 12 y 14 cm de longitud, de colas bastante largas, uno (atronitens), enteramente negro azulado brillante (el macho) y el otro (uniformis), uniformemente oliva oscuro; las hembras son semejantes, oliva oscuro. Muy discretos y furtivos, habitan en el sotobosque de selvas guayanesas y amazónicas. Son muy calladas y las exhibiciones que realizan son mínimas (si en realidad realizan alguna), diferente de otros miembros de la familia.

## Lista de especies
Según las clasificaciones del Congreso Ornitológico Internacional (IOC) y Clements Checklist/eBird, el género agrupa a las siguientes especies con el respectivo nombre popular de acuerdo con la Sociedad Española de Ornitología (SEO):
| Imagen | Nombre científico   | Autor                   | Nombre común      | Estado de conservación | Distribución |
| ------ | ------------------- | ----------------------- | ----------------- | ---------------------- | ------------ |
|        | Xenopipo uniformis  | (Salvin & Godman, 1884) | saltarín oliváceo | LC                     |              |
|        | Xenopipo atronitens | Cabanis, 1847           | saltarín negro    | LC                     |              |

## Taxonomía
La especie Xenopipo uniformis era anteriormente colocado junto a las actuales Cryptopipo holochlora, Chloropipo flavicapilla y Chloropipo unicolor todos juntos en Chloropipo. Prum (1992) los colocó a todos en el género Xenopipo junto a la especie tipo Xenopipo atronitens. Los estudios de Ohlson et al. (2013) encontraron que Chloropipo y el ampliamente definido Xenopipo eran polifiléticos y describieron un nuevo género, Cryptopipo, para la anteriormente llamada Xenopipo holochlora, cuyos datos demostraron estar más próxima a Lepidothrix que a los géneros anteriores; también resucitaron Chloropipo para flavicapilla y unicolor, y retuvieron uniformis en Xenopipo con atronitens. Las propuestas fueron aprobadas en la amplia Propuesta N° 591 al Comité de Clasificación de Sudamérica (SACC), que redefinió la secuencia linear de toda la familia Pipridae.
Los estudios de filogenia molecular de Tello et al (2009) y McKay et al (2010), verificaron la existencia de dos clados bien diferenciados dentro de la familia Pipridae: uno llamado de subfamilia Neopelminae, agrupando a los saltarines más asemejados a atrapamoscas de los géneros Neopelma y Tyranneutes; y los restantes géneros llamados de «saltarines propiamente dichos», incluyendo el presente Xenopipo, en un clado monofilético Piprinae Rafinesque, 1815. Esto fue plenamente confirmado por los amplios estudios de filogenia molecular de los paseriformes subóscinos realizados por Ohlson et al (2013). El Comité de Clasificación de Sudamérica (SACC) adopta esta última división y secuencia linear de los géneros, a partir de la aprobación de la Propuesta N° 591. La clasificación Clements Checklist v.2017, el IOC, y el Comité Brasileño de Registros Ornitológicos (CBRO) adoptan integralmente esta secuencia y división (el CBRO divide en tres subfamilias, siguiendo a Tello et al. (2009), y coloca al presente en una subfamilia Ilicurinae Reichenbach, 1850).